# Hyundai Getz
Hyundai Getz je malý automobil vyráběný jihokorejskou automobilkou Hyundai od roku 2002 do roku 2011 v jedné generaci, v karoserii hatchback se třemi či pěti dveřmi. Vůz se prodával celosvětově, vyjma Spojených států, Kanady a Číny.
Getz se prodával jako Hyundai Click v domácí Jižní Koreji, Hyundai Getz Prime v Indii, Hyundai TB (znamenající „Think Basic“) v Japonsku, Inokom Getz v Malajsii a Dodge Brisa ve Venezuele.
V roce 2008 byl v Evropě nahrazen modelem Hyundai i20, v roce 2010 v Jižní Koreji a Austrálii hatchbackem čtvrté generace modelu Hyundai Accent a na zbylých trzích se prodával do roku 2011. Mezi lety 2002 a 2011 se vyrobilo celkem 1 390 084 vozů Getz a zároveň byl v letech 2003 až 2008 nejprodávanějším vozem Hyundai v Evropě.

## Popis

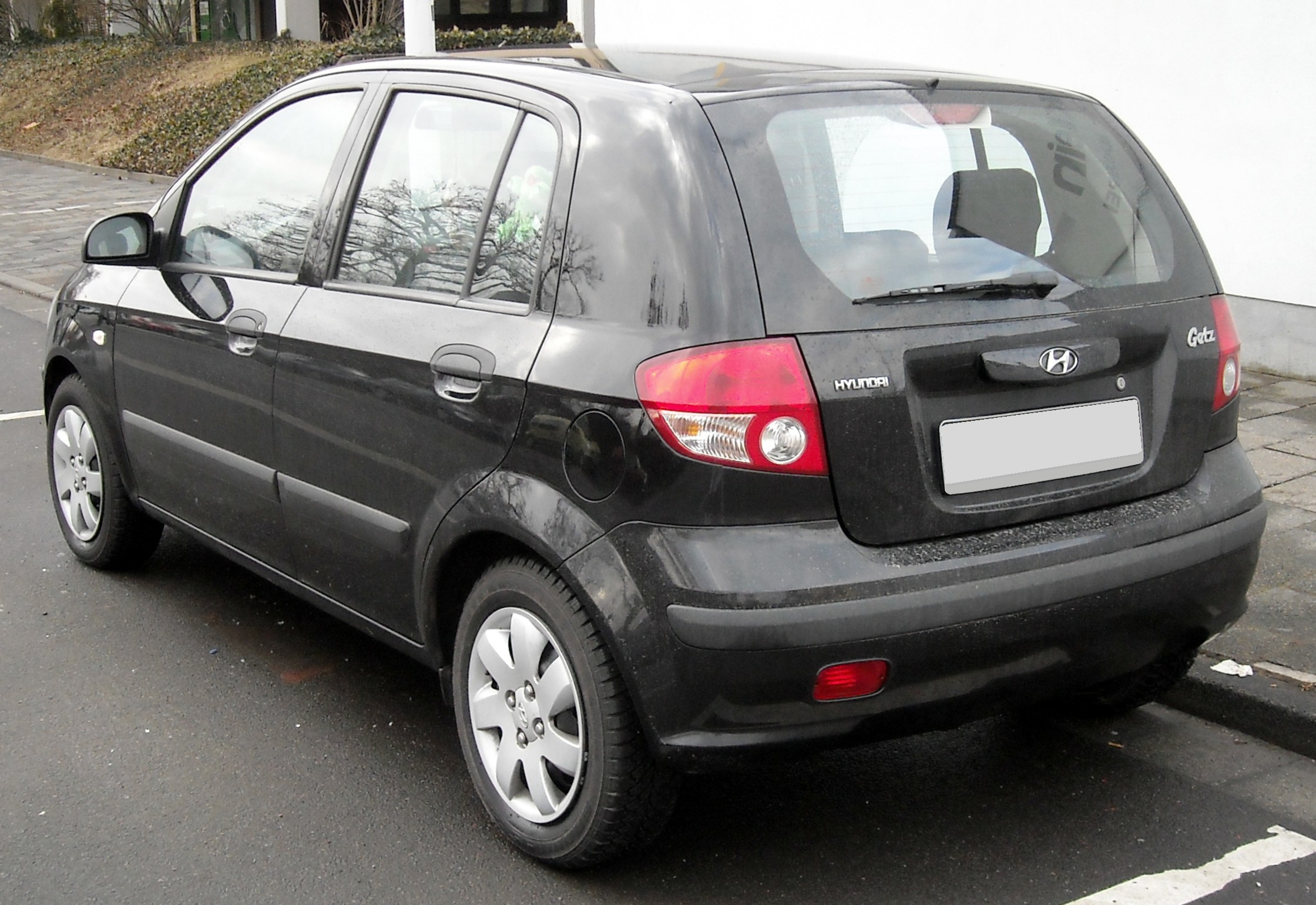
Hyundai Getz (před faceliftem)

Po premiéře konceptu na tokijském autosalonu v roce 2001 pod názvem Hyundai TB měl Getz celosvětovou premiéru na ženevském autosalonu v roce 2002. Byl navržen v evropském inženýrském centru Hyundai v německém Frankfurtu a byl uveden na trh v karosářských verzích třídveřový a pětidveřový hatchback.
Getz se vyráběl v továrně v jihokorejském Ulsanu v letech 2002 až 2011 a v továrně Hyundai Motor India v indickém Čennaí v letech 2004 až 2009. Na některých trzích se taktéž montoval lokálně, například ve Venezuele či v Malajsii.
V roce 2004 prošel Getz nárazovým testem Euro NCAP, ve kterém získal čtyři hvězdičky z pěti.

### Facelift
V září 2005 se na frankfurtském autosalonu představil faceliftovaný Getz s upraveným designem přední a zadní části, zaoblenými světlomety, přepracovanou mřížkou chladiče, modernizovaným 1,5litrovým vznětovým motorem, novým 1,4litrovým zážehovým motorem, modernizovanou palubní deskou a novým obložením interiéru. Na některých trzích dostala prostřední výbava CDX klimatizaci a boční airbagy jako standardní výbavu.

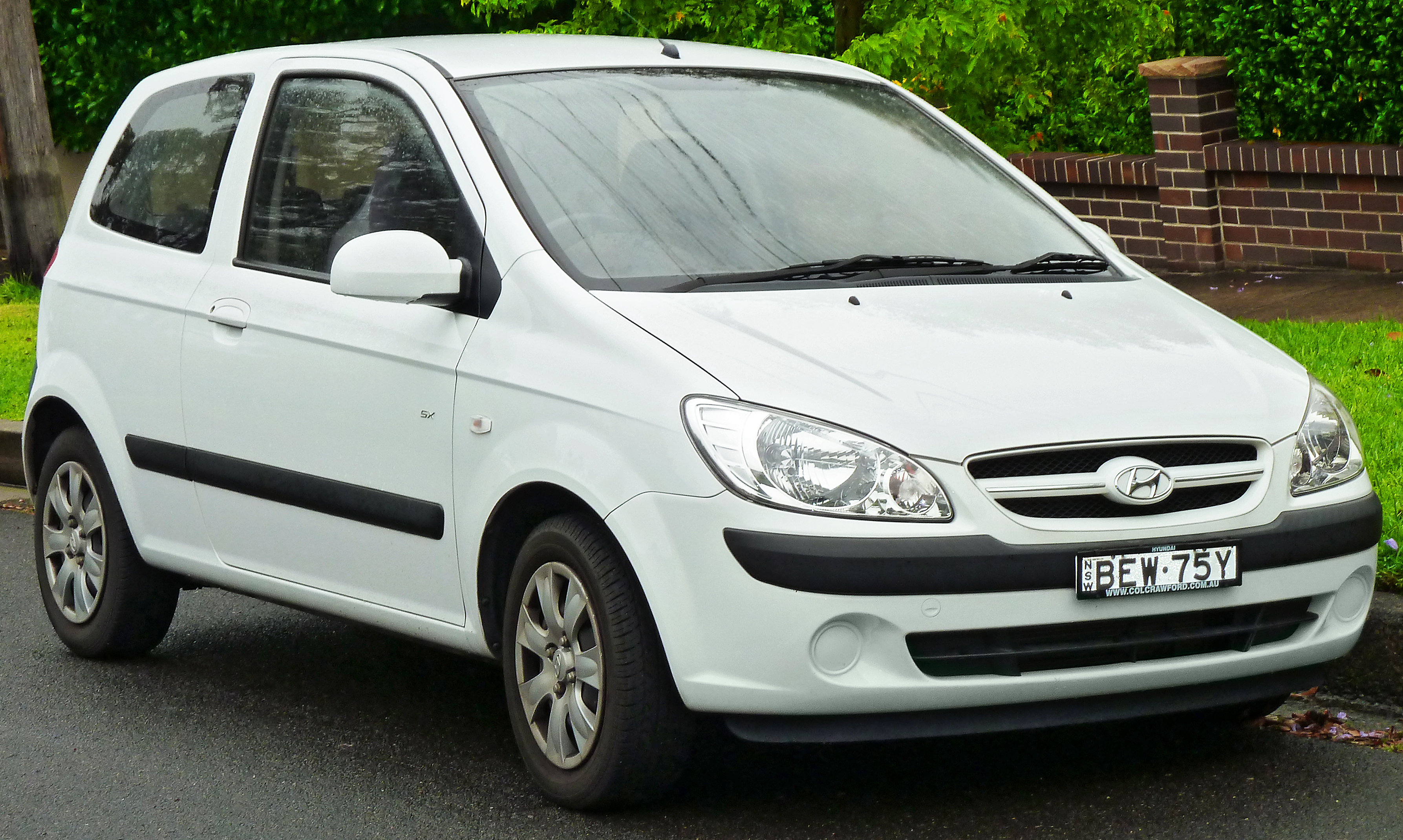
Hyundai Getz (facelift)
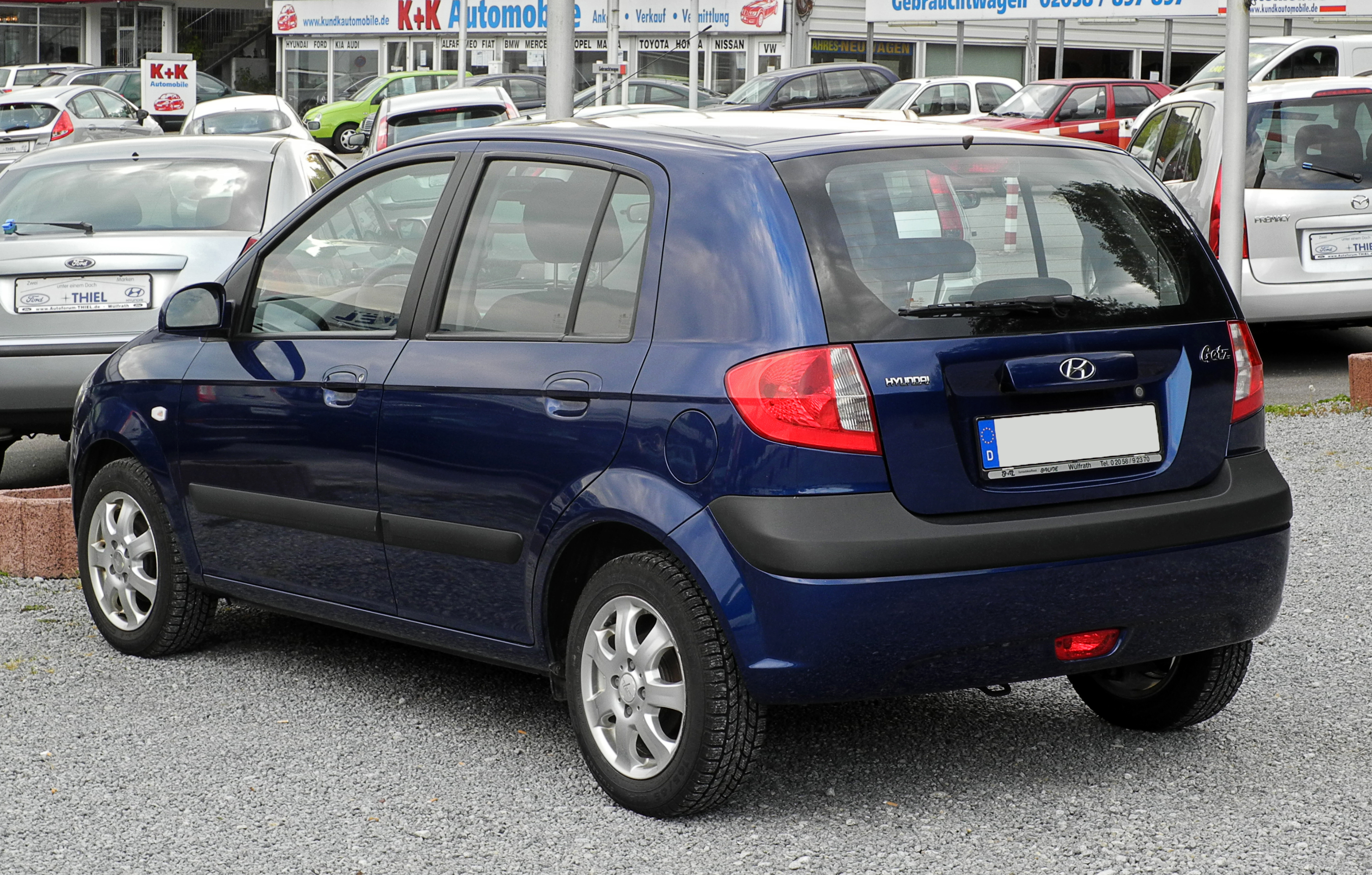
Hyundai Getz (facelift)

## Motory
| Objem    | Výkon                        | Toč. moment             | Zrychlení     | Max. rychlost       | Komb. spotřeba            | Hmotnost          | Roky výroby      |
| -------- | ---------------------------- | ----------------------- | ------------- | ------------------- | ------------------------- | ----------------- | ---------------- |
| 1086 ccm | 46kW (63k) při 5500 ot./min  | 94 Nm při 3250 ot./min  | 16,1s         | 150 km/h            | 5,8l/100 km               | 1024 kg           | 9/2002 - 9/2005  |
| 1086 ccm | 49kW (67k) při 5500 ot./min  | 99 Nm při 3250 ot./min  | 15,6s         | 150 km/h            | 5,5l/100 km               | 1055 kg           | 10/2005 - 2/2009 |
| 1341 ccm | 60kW (82k) při 5500 ot./min  | 117 Nm při 3200 ot./min | 11,5s         | 164 km/h            | 6,2l/100 km               | 1072 kg           | 9/2002 - 6/2004  |
| 1341 ccm | 63kW (85k) při 5500 ot./min  | 119 Nm při 3200 ot./min | 11,5s         | 166 km/h            | 5,7l/100 km               | 1072 kg           | 6/2004 - 9/2005  |
| 1399 ccm | 71kW (97k) při 6000 ot./min  | 126 Nm při 3200 ot./min | 11,2s (13,9s) | 170 km/h (167 km/h) | 6,5l/100 km (6,9l/100 km) | 1100 kg (1130 kg) | 10/2005 - 2/2009 |
| 1599 ccm | 77kW (105k) při 5800 ot./min | 143 Nm při 3200 ot./min | 9,6s (12,0s)  | 176 km/h (174 km/h) | 6,3l/100 km (7,3l/100 km) | 1084 kg (1114 kg) | 9/2002 - 9/2005  |
| 1599 ccm | 78kW (106k) při 5800 ot./min | 144 Nm při 3200 ot./min | 9,6s (11,9s)  | 180 km/h (170 km/h) | 6,1l/100 km (7,0l/100 km) | 1102 kg (1132 kg) | 10/2005 - 2/2009 |
| 1493 ccm | 60kW (82k) při 4000 ot./min  | 191 Nm při 2000 ot./min | 13,9s         | 170 km/h            | 4,4l/100 km               | 1198 kg           | 11/2003 - 9/2005 |
| 1493 ccm | 65kW (88k) při 4000 ot./min  | 215 Nm při 2000 ot./min | 12,1s         | 173 km/h            | 4,5l/100 km               | 1187 kg           | 10/2005 - 2/2009 |